# 股本衍生工具
股本衍生工具，是一种金融衍生类别投资的统称。这种投资的回报率是根据一些其他金融要素的表现情况衍生出来的。比如股票或者各种股票指数等。这些要素的表现将会决定一个衍生工具的回报率和回报时间。衍生工具的主要类型有期货，期权，權證，遠期契約，利率掉期等，這些期货，期权合約都能在市場上買賣。

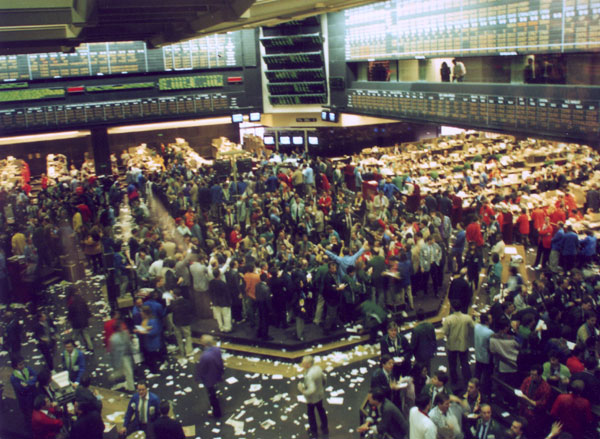
芝加哥交易所的衍生工具交易员.

## 参看
- 资本市场
- 金融工程学
- 计量金融
- 投资银行
- 金融衍生工具